# Margarete Mitscherlich
Pour les articles homonymes, voir Mitscherlich.
Margarete Mitscherlich, née le 17 juillet 1917 à Gråsten (Danemark), et morte le 12 juin 2012 à Francfort-sur-le-Main, est une psychanalyste allemande. 

## Biographie
Son père est un médecin danois, sa mère est une directrice d'école allemande. Elle a vécu comme enfant dans ces deux pays, étudie dans une école privée germanophone et obtient son abitur à Flensbourg (Danemark). Elle étudie la médecine à l'université de Munich, puis de Heidelberg. Elle se forme à la psychanalyse durant les années 1950, à Heidelberg, Stuttgart et à l'Institut de psychanalyse de Londres, auprès d'Anna Freud et de Melanie Klein.

## Le Deuil impossible
Elle est connue pour avoir écrit en 1967 avec son mari, Alexander Mitscherlich, un livre qui a causé une certaine indignation en Allemagne, Le Deuil impossible (Die Unfähigkeit zu trauern. Grundlagen kollektiven Verhaltens). Cet ouvrage aborde le refus allemand de regarder en face les crimes nazis et son refoulement collectif par les Allemands après la Seconde Guerre mondiale. L'ouvrage est traduit en plusieurs langues.

## Ouvrages
- Le Deuil impossible, Paris, Payot, 1967.